# 134034 Bloomenthal
134034 Bloomenthal è un asteroide della fascia principale. Scoperto nel 2004, presenta un'orbita caratterizzata da un semiasse maggiore pari a 2,4766745 UA e da un'eccentricità di 0,0614165, inclinata di 0,75298° rispetto all'eclittica.